# (257515) Zapperudi
(257515) Zapperudi ist ein Asteroid des Hauptgürtels, der am 6. Februar 1997 vom österreichischen Amateurastronomen Erich Meyer an der Sternwarte Davidschlag (IAU-Code 540) in der Nähe von Linz in Österreich entdeckt wurde. Die Absolute Helligkeit des Asteroiden beträgt 15,81 mag.

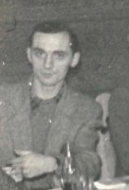
Rudolf Zappe 1955

Der Asteroid wurde am 16. Januar 2014 zu Ehren des Amateurastronomen Rudolf Zappe (1928–2018) benannt, welcher für astronomisch optische Instrumente spezielle Getriebe zur Umwandlung der exzentrischen Anomalie in die wahre Anomalie insbesondere für Planetariumsgeräte erfand.